# Informations of Death
Informations of Death fu il primo singolo e la prima pubblicazione del gruppo post-punk italiano Neon uscito nel 1980 per la Urgent Label / Materiali Sonori.

## Tracce
Lato A
1. Informations of Death

Lato B
1. D.I.N.A. (Live At Punto)